# Ved vejen (film)
Ved vejen er en dansk film fra 1988 af instruktøren Max von Sydow, med manuskript af Klaus Rifbjerg, efter romanen Ved Vejen af Herman Bang. Tine Miehe-Renard vandt Bodilprisen for bedste kvindelige birolle for sin rolle som Agnes.

## Medvirkende
- Tammi Øst - Katinka Bai
- Ole Ernst - Bai, Katinkas mand
- Kurt Ravn - Wilhelm Huus, godsforvalter
- Erik Paaske - Linde, pastoren
- Anne Grete Hilding - Pastorens kone
- Tine Miehe-Renard - Agnes, pastorens datter
- Ghita Nørby - Frk. Jensen, lærerinde
- Birthe Backhausen - Enkefru Abel
- Bodil Lassen - Louise Abel
- Vibeke Hastrup - Ida Abel
- Henrik Koefoed - Bentsen
- Kim Harris - Togfører
- Kjeld Nørgaard - Kiær, proprietær
- Birgitte Bruun - Emma
- Dick Kaysø - Andersen
- Paul Hüttel - Doktor
- Søren Sætter-Lassen - Løjtnant
- Anna Lise Hirsch Bjerrum - Marie
- Bjarne G. Nielsen - Herman Bang
- Inge Marie From - Honningkagekone
- Jytte Strandberg - Møllerens kone